# Onthophagus funestus
Onthophagus funestus é uma espécie de inseto do género Onthophagus da família Scarabaeidae da ordem Coleoptera.

## História
Foi descrita cientificamente pela primeira vez no ano de 2010 por Moretto & Génier.